# V432 Андромеды
V432 Андромеды (лат. V432 Andromedae) — одиночная переменная звезда в созвездии Андромеды на расстоянии (вычисленном из значения параллакса) приблизительно 6033 световых лет (около 1850 парсеков) от Солнца. Видимая звёздная величина звезды — от +13,4m до +12,3m.

## Характеристики
V432 Андромеды — красная пульсирующая медленная неправильная переменная звезда (LB) спектрального класса M6. Эффективная температура — около 3290 K.